# Leila Danette
Leila Danette (ur. 23 sierpnia 1909 w Jacksonville, zm. 4 września 2012) – amerykańska aktorka filmowa i telewizyjna.

## Filmografia
filmy
- Pierwszy śmiertelny grzech (The First Deadly Sin, 1980) jako kobieta na schodku
- To miejsce zajmuje Benny (Benny's Place, 1982)
- Death Mask (Death Mask, 1984) jako Della
- Żądza władzy (Power, 1986) jako biedna kobieta
- Różaniec morderstw (The Murders, 1987) jako pani Washington
- Stracone lata (Running on Empty, 1988) jako pokojówka
- Wizyta u April (Pieces of April, 2003) jako kobieta na klatce schodowej

seriale
- Bill Cosby Show (Bill Cosby Show) jako pani Whitaker (gościnnie)
- Inny świat (A Different World) jako pani Pruitt (gościnnie)
- You Take the Kids (You Take the Kids) jako Helen (gościnnie)
- Prawo i porządek (Law & Order) jako Murzynka (gościnnie)
- Ulice Nowego Jorku (New York Undercover) jako Mae Helen (gościnnie)